# Kingiodendron pinnatum
Kingiodendron pinnatum är en ärtväxtart som först beskrevs av Dc., och fick sitt nu gällande namn av Hermann August Theodor Harms. Kingiodendron pinnatum ingår i släktet Kingiodendron och familjen ärtväxter. IUCN kategoriserar arten globalt som starkt hotad. Inga underarter finns listade i Catalogue of Life.

## Bildgalleri

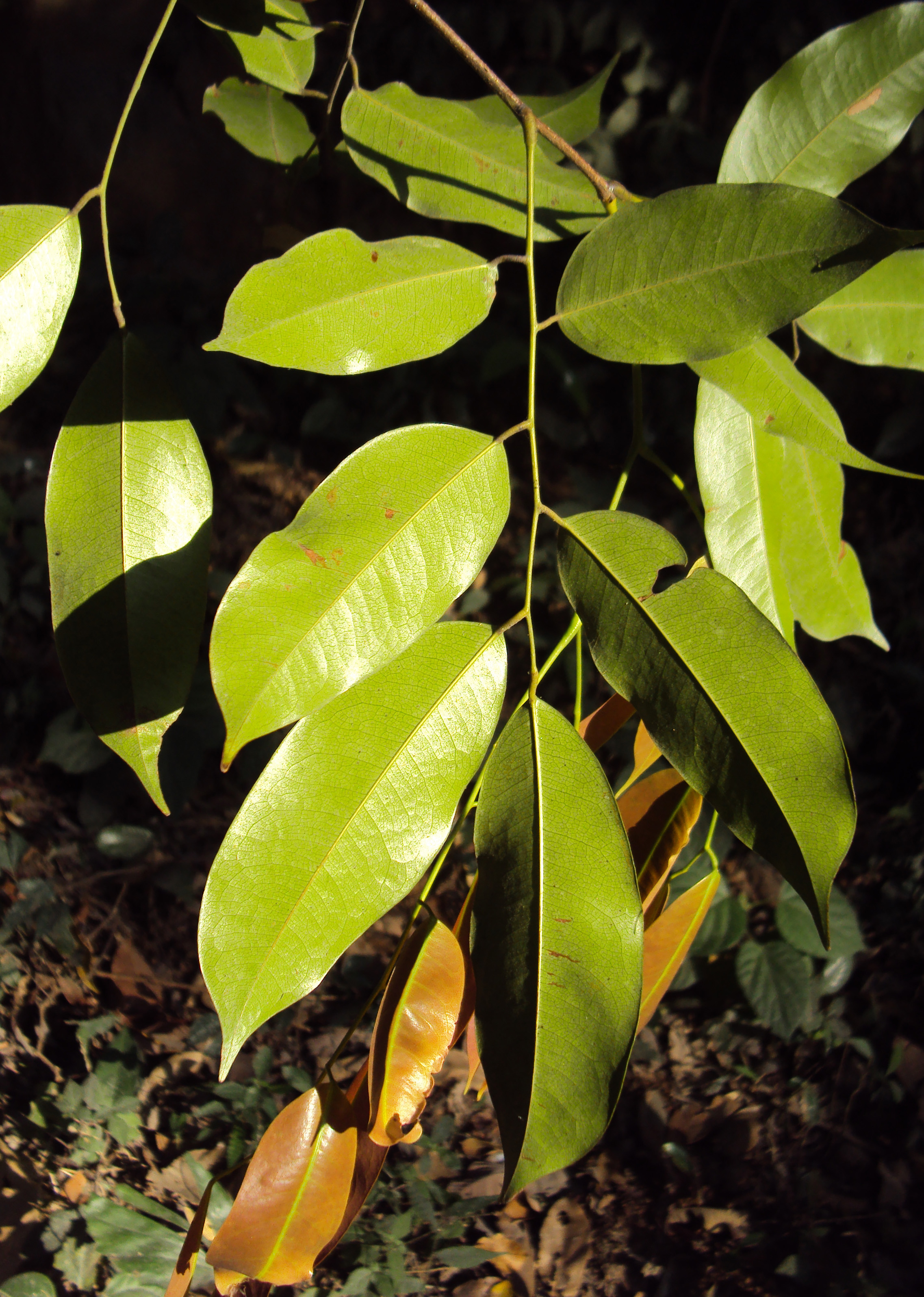